# 칼리두 쿨리발리
칼리두 쿨리발리(프랑스어: Kalidou Koulibaly, 1991년 6월 20일 ~ )는 세네갈의 축구 선수로, 포지션은 센터백이다. 현재 사우디 프로페셔널리그 알힐랄 소속이자 세네갈 국가대표팀의 주장이다.
쿨리발리는 2010년에 메스에서 데뷔하여, 2012년에 벨기에 클럽 헹크로 이적하였고, 2014년에 이탈리아 클럽 나폴리로 입단하여 수페르코파 이탈리아나 우승을 차지했고, 2020년 코파 이탈리아에서도 우승했다. 2022년에 잉글랜드 클럽 첼시로 이적하였고, 2023년에 현재 소속팀인 알힐랄로 이적하였다.
쿨리발리는 프랑스에서 세네갈인 부모 사이에서 태어났기 때문에, 그는 국제적인 수준에서 두 나라를 대표할 자격이 있었고, 처음에는 프랑스 U-20 국가대표팀에서 뛰었다. 그는 이후 2015년 세네갈에서 성인 무대에 데뷔했고, 2017년 아프리카 네이션스컵에 참가했던 세네갈 국가대표팀의 일원이었다. 그는 다음 해 2018년 FIFA 월드컵에서 세네갈을 대표하는 팀에 지명되었고, 그 후 2019년 아프리카 네이션스컵 결승전까지 그의 팀을 도왔다. 쿨리발리와 세네갈은 2021년 아프리카 네이션스컵 결승전에서 이집트를 꺾고 우승했다.

## 어린 시절
쿨리발리는 1991년 6월 20일, 프랑스 생디에데보주에서 세네갈 부모님 사이에서 태어났다. 그의 아버지는 세네갈에 있는 방직 공장에서 일주일에 7일 동안 일했고 그가 그의 어머니를 프랑스로 데려가기에 충분한 돈을 모으기 전까지 5년 동안 주말에 결코 쉬지 않았다. 그는 생디에데보주에서 자랐고, "당신이 이 환경에서 자랐을 때, 당신은 모든 사람을 당신의 형제로 봅니다. 우리는 흑인, 백인, 아랍인, 아프리카인, 무슬림, 기독교인, 하지만 우리는 모두 프랑스인입니다. 우리는 모두 배가 고파서, 튀르키예 음식을 함께 먹으러 갑니다. 또는 오늘 밤, 우리 모두 우리 집에 가서 세네갈 음식을 먹으로 갑니다. 네, 우리는 차이점이 있지만, 우리는 모두 동등합니다." 쿨리발리는 그의 양육이 자라면서 "다문화적 본성에 의해 심하게 영향을 받았다"라고 말한다.
쿨리발리는 "모든 아이들이 신발 없이 축구를 하면서 뛰어다녔고, 저는 이것 때문에 정말 화가 났던 것 같아요. 엄마는 제가 그들과 축구를 할 수 있도록 가게에 가서 모두를 위한 신발을 사달라고 엄마에게 간청했다고 말했어요. 하지만 엄마는 "칼리두, 그냥 신발을 벗고, 그들이 하는 것처럼 가서 놀아"라고 말했아요. 결국, 저는 신발을 벗고 사촌들과 맨발로 놀러 갔고, 여기서 제 축구 이야기가 시작되었어요. 우리가 프랑스로 돌아왔을 때, 저는 우리 집 옆의 작은 공원에서 매일 놀고 있었어요." 그의 축구 경력은 지역 클럽인 SR 생디에에서 시작되었다. 그는 그 후 메스에 첫 시즌에 합류하였으나 15세에 방출되었고, 데니스 셰퍼 아카데미 감독에 따르면 쿨리발리는 "그가 너무 내성적이고 수준이 우리의 기대에 조금 못 미쳤기 때문에" 방출되었다.

## 구단 경력

### 초기 경력
쿨리발리는 고향 클럽인 SR 생디에의 유소년팀에서 선수 생활을 시작했는데, 그는 샹피오나 나시오날 3에서 두 시즌을 보낸 뒤 2009년 7월 1일에 메스의 유소년 아카데미에 합류했다. 쿨리발리는 메스에서 열린 2009-10년 시즌 쿠프 감바르델라와의 결승전에서 소쇼를 승부차기 끝에 5-4로 꺾고 우승하는 데에 일조했다. 그는 샹피오나 나시오날 2 팀에서도 활약했는데, 메스는 15경기에 출전해 107점으로 리그 우승을 차지했다.

### 메스
2010-11년 시즌이 시작되기 전, 쿨리발리는 1년 계약에 동의하는 첫 프로 계약에 서명했다. 그는 그 후 도미니크 비요타트 신임 감독에 의해 시니어 팀으로 승격되었다. 쿨리발리는 2010년 8월 20일, 반과의 리그 경기에서 프로 데뷔 전을 치렀다. 그는 1-0 승리에서 교체 선수로 등장했다. 그 후, 쿨리발리는 누누 프레샤우트에서 이적한 후, 1군 주전이 되었다. 2011년 4월 15일, 그는 클레르몽과의 경기에서 3-3으로 비기면서, 메스에서 첫 골을 넣었다. 사흘 후, 쿨리발리는 2014년까지 구단과 3년 연장 계약을 맺었다. 2010-11년 시즌이 끝난 후, 그는 19번의 경기에 출전하여 모든 대회에서 한 번 득점을 기록했다. 비조타트 감독은 메스에서의 첫 시즌을 회상하며 그에 대해 "칼리두 쿨리발리는 아마도 가장 많은 사람들을 놀라게 한 사람일 것이고, 저를 가장 개인적으로 놀라게 한 사람일 것입니다. 저는 칼리두 쿨리발리가 이미 좋은 성숙도를 보이고 있었기 때문에 그에게 다가올 것이라고 알고 있었습니다. 그는 항상 기분이 좋고 불이 붙지 않으며, 그가 하고 있는 일에 중요합니다. 그는 또한 자신의 경기를 분석하는 방법을 알고 있으며, 이는 그의 경기에 있어 일정한 규칙성을 갖게 합니다. 반대로, 우리는 예니 은바코토가 이 그룹에 가장 가깝다고 생각했지만, 오기까지 더 오래 걸렸습니다. 그는 출전 정지와 부상 사이에서 어려운 출발을 했습니다. 그가 팀에 정착하는 데 더 오래 걸렸습니다. 그의 경기는 정착되지 않았고, 이 분야에서 그는 최근 몇 주 동안 진행되었으며 여전히 일관성 있게 승리해야 합니다."

### 헹크

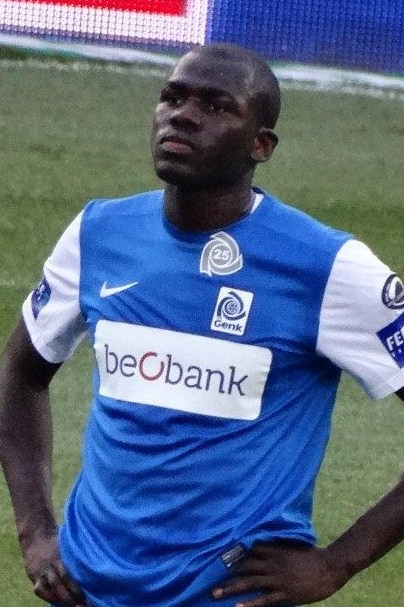
2014년 헹크에서 뛴 쿨리발리

쿨리발리는 2012년 6월 29일, 4년 계약에 합의한 후 벨기에의 헹크에 입단했다. 8월 23일, 그는 UEFA 유로파리그 플레이오프 예선 전에서 헹크 데뷔 전을 치렀고, 스위스의 루체른에게 2-1로 패했다. 입단 후, 그는 팀의 주전 1군 선수가 되었고, 주로 센터백으로 활약했다. 2012년 11월 25일, OH 뢰번과의 경기에서 쿨리발리는 경기 막판 페널티 박스 안에서 파울을 범했고, 이는 헹크가 1-1로 비겨 에브라히마 사와네가 성공적으로 골망을 갈랐다. 2012년 12월 23일, 쿨리발리는 안데를레흐트와의 안방 경기에서 헹크의 첫 골을 기록하였고, 이 경기에서 코너킥 상황에서 헤딩골을 성공시켜 자신의 실수를 만회하였다. 그는 이후 세르클러 브뤼허를 이기기 위해 경기 내내 선발 출전한 후 2012-13년 벨기에 컵에서 헹크의 우승을 도왔다. 2012-13년 시즌이 끝날 때, 쿨리발리는 모든 대회에 46번 출전하여 한 번 득점했다.
2013-14년 시즌 쿨리발리는 센터백으로 활약하기 시작했고, 카라 음보지와 계속해서 파트너십을 맺었다. 그는 2013년 10월 6일부터 2013년 10월 19일까지 두 경기에서 2골을 넣었다. 쿨리발리는 2013년 12월 8일, 로케런과의 경기에서 2-0으로 패할 때까지 모든 경기에 선발로 출전했다. 한 달 후인 2014년 1월 19일, 쿨리발리는 1-0으로 패한 쥘터 바레험과의 경기에서 부상에서 복귀해 선발로 출전했다. 쿨리발리는 시즌 남은 기간 동안 1군 자리를 지켰다. 하지만 나폴리 이적이 임박했기 때문에 시즌 남은 세 번의 리그 경기에 결장했다. 그럼에도 불구하고, 쿨리발리는 모든 대회에서 46경기에 출전해 2골을 넣었다.

### 나폴리

#### 2014-15년 시즌

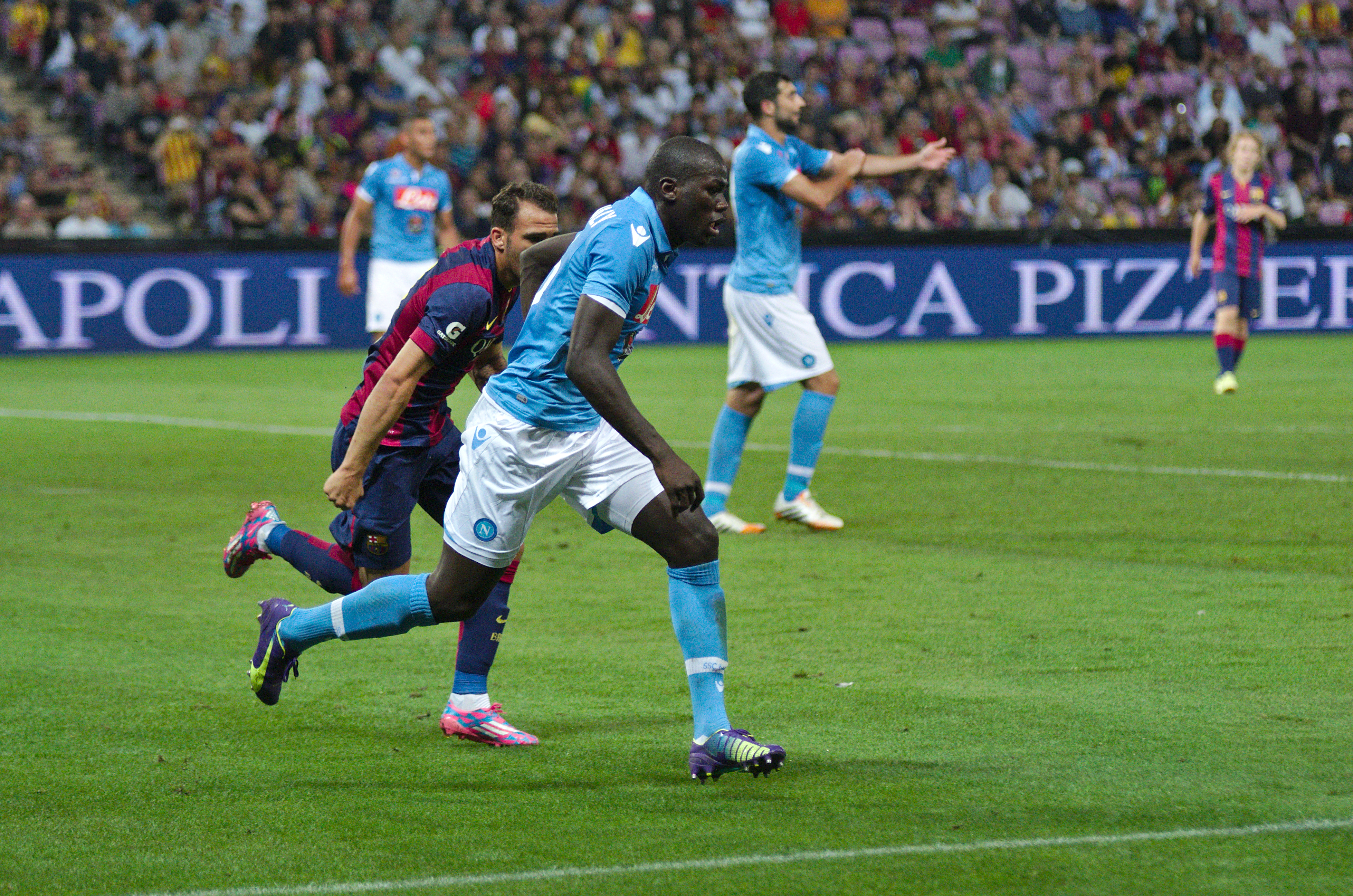
2014년 나폴리에서 뛴 쿨리발리

2014년 7월 2일, 쿨리발리는 약 650만 파운드의 이적료에 세리에 A 클럽 나폴리에 5년 계약으로 합류했다. 아우렐리오 데 라우렌티스 회장이 쿨리발리를 처음 만났을 때, 그는 선수의 키가 1.92/1.93m가 될 것이라고 예상했고, 그가 더 작았기 때문에 그에게 돈을 덜 주었어야 했다고 답했다. 쿨리발리는 그가 경기장에서 자신의 가치를 전달했을 것이라고 답했다. 그는 8월 19일, UEFA 챔피언스리그 플레이오프 예선 전에서 데뷔 전을 치렀는데, 이 경기에서 나폴리는 아틀레틱 빌바오와 1-1로 비겼다. 나폴리는 2차전에서 3-1로 지면서 경쟁에서 탈락했다. 쿨리발리는 제노아와의 시즌 개막전에서 세리에 A 데뷔 전을 치렀고, 경기 전체를 나폴리가 2-1로 이겼다. 그는 9월 24일, 3-3으로 비긴 팔레르모와의 경기에서 팀의 첫 골을 득점했다. 쿨리발리는 시즌 시작부터 모든 경기에 출전했고, 2014년 12월 1일, 삼프도리아와의 경기에서 1-1로 비긴 두 번째 위반으로 퇴장당했다.
12월 22일, 카타르 도하에서 열린 유벤투스와의 수페르코파 이탈리아나 2014 경기에서 쿨리발리는 승부차기에서 결승골을 넣으며 나폴리의 승리를 확정지었다. 2014-15년 시즌이 끝나갈 무렵, 쿨리발리는 라파엘 베니테스 감독이 라울 알비올과 미겔 브리토스를 중앙 수비수로 선호하면서 주전 11명과 교체되는 자신을 발견했다. 나폴리에서의 첫 시즌에 쿨리발리는 39경기에 출전해 모든 대회에서 1골을 기록했다.

#### 2015-16년 시즌
2015-16년 시즌을 앞두고 쿨리발리는 프리미어리그 팀 사우샘프턴으로 이적했지만 결국 클럽에 머물렀다. 그럼에도 불구하고 쿨리발리는 마우리치오 사리 감독 아래 나폴리의 주전이 되었고 경기 수에서 팀 성적이 향상되었다.
2016년 2월 3일, 2-0으로 이긴 라치오와의 경기에서 쿨리발리는 라치오 지지자들로부터 인종차별적인 욕설을 듣고 마시밀리아노 이라티 주심에게 경기를 일시 중단시켰으며, 쿨리발리는 "그가 축구에서 인종차별을 경험한 것은 처음"이라고 반성했다. 경기 후, 라치오는 이 인종차별적인 구호를 외치며 리그로부터 5만 유로의 제재를 받았고, 비공개로 두 번의 홈경기를 치르라는 명령을 받았다. 카르피와의 경기에서, 나폴리 지지자들은 쿨리발리의 가면을 쓰고 경기 도중 곤살로 이과인을 세워 나폴리의 승리를 이끌었다.
2015년 9월 20일부터 23일까지 열린 라치오와 카르피와의 경기에서 나폴리는 시즌 두 번째로 연속 2경기 연속 무실점을 기록했다. 쿨리발리는 2015-16년 시즌 모든 대회에 42번 출전했다.

#### 2016-18년 시즌
2016-17년 시즌, 쿨리발리는 마우리치오 사리 감독 아래 나폴리의 주전으로 계속 활약했고, 첫 6번의 리그 경기에서 4승을 거두며 팀이 시즌을 잘 시작하도록 도왔다. 2016년 9월 19일, 그는 구단과 5년 계약을 체결했고, 2021년까지 나폴리에 머물게 되었다. 2016년 10월 15일이 되어서야 쿨리발리는 AS 로마와의 경기에서 시즌 첫 골을 넣었다. 쿨리발리는 2016년 12월 11일, 칼리아리와의 경기에서 5-0으로 승리하는 동안 무릎 부상을 입어 한 달 동안 결장할 때까지 시즌의 모든 경기에 계속 선발로 출전했다.  부상과 국제적인 헌신으로 인해 나폴리의 1군에서 두 달을 보낸 후, 쿨리발리는 2017년 2월 10일, 제노아와의 경기에서 90분 풀타임을 소화하며 선발로 복귀했다. 쿨리발리는 2016-17년 시즌이 끝날 무렵 팀의 첫 번째 팀 자리를 되찾았다. 그는 이후 2017년 5월 20일, 피오렌티나와의 경기에서 시즌 두 번째 골을 넣었다. 2016-17년 시즌이 끝날 때까지 쿨리발리는 모든 대회에 38경기에 출전하여 2골을 넣었다.

#### 2018-19년 시즌

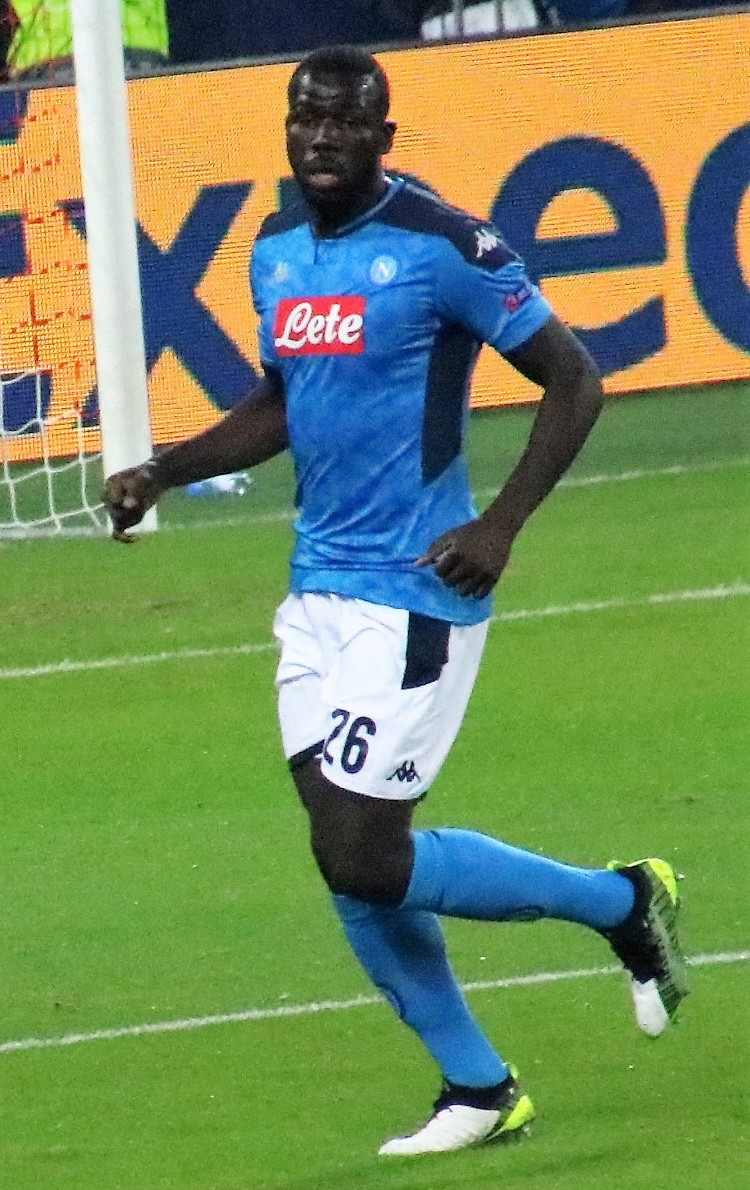
2019년 나폴리에서 뛴 쿨리발리

2018-19년 시즌이 시작될 때 쿨리발리는 나폴리와 계약 연장에 서명하여 2023년까지 그를 클럽에 머물게 했다. 그는 카를로 안첼로티 감독 아래 나폴리의 주전으로 계속 활약했고 그의 밑에서 뛰는 것에 대해 긍정적으로 말했다. 쿨리발리는 팀이 리그에서 13경기를 승리하여 더 높은 위치에 머물며 다시 한 번 리그 타이틀에 도전하는 데 도움을 주었다. 그는 그 후 2018년 12월 16일, 나폴리의 주장을 맡아 팀이 칼리아리를 1-0으로 이기는 데 도움을 주었다. 그러나 2018년 12월 26일, 쿨리발리는 나폴리가 스타디오 주세페 메아차에서 인터 밀란에 1-0으로 패하면서 반칙과 비꼬는 듯한 박수로 빠른 옐로 카드 두 장을 연달아 받았고 퇴장당했다. 안첼로티에 따르면 쿨리발리는 인터 팬들의 인종차별적 구호의 대상이었고 그의 팀은 경기를 세 번 중단할 것을 요청했다. 경기 후 소셜 미디어에 게시하면서 쿨리발리는 "패배에 대해 미안하고 특히 형제들을 실망하게 해서 미안합니다. 하지만 저는 제 피부색이 자랑스럽습니다. 프랑스, 세네갈, 나폴리, 그리고 남자가 되기 위해"라고 썼다. 인터는 이 인종차별적인 구호로 인해 리그로부터 제재를 받을 것이고, 비공개로 두 번의 홈 경기를 치르도록 명령을 받았다.

#### 2019-22년 시즌: 코파 이탈리아
2020년 6월 17일, 쿨리발리는 유벤투스와의 코파 이탈리아 결승전에 선발로 출전하여, 나폴리는 골 없이 비긴 후 승부차기에서 4-2로 이겼다. 쿨리발리는 나폴리에서 은퇴하고 싶은 그의 바람에 대해 여러 차례 이야기했고, 클럽의 경제적인 결정에 의해서만 이탈이 발생할 것이라고 말했다.
2021년 9월, 그는 세리에 A 이달의 선수로 선정되었다. 2021년 11월 24일, 그는 2-1로 패한 스파르타크 모스크바와의 UEFA 유로파리그 경기에서 나폴리와 300번째 경기를 치렀다.

### 첼시
2022년 7월 16일, 쿨리발리는 프리미어리그 클럽 첼시와 4년 계약을 맺고 3천 3백만 파운드의 이적료로 이적했다. 8월 6일, 그는 1-0으로 이긴 에버턴과의 원정 경기에서 첼시 데뷔 전을 치렀다. 쿨리발리는 8월 14일, 2-2로 비긴 런던 라이벌 토트넘 홋스퍼와의 홈 경기에서 강력한 발리슛으로 홈 데뷔 전에서 첫 첼시 골을 기록했다.

### 알힐랄
2023년 6월 25일, 쿨리발리는 사우디 프로페셔널리그의 알힐랄과 약 2,000만 파운드의 이적료에 계약했다고 발표했다.

## 국가대표팀 경력
쿨리발리는 프랑스에서 세네갈 부모님 밑에서 태어나고 자랐기 때문에 두 나라 모두에게 자격이 주어졌다. 그는 2011년부터 프랑스 U-20 국가대표팀에서 뛰었고 콜롬비아에서 열린 FIFA U-20 월드컵에서 6번 뛰었다.
하지만, 2015년 9월 초, 쿨리발리는 디디에 데샹의 프랑스 국가대표팀를 위해 그를 부르려는 관심에도 불구하고 연맹을 바꾸고 세네갈 국가대표팀에 합류했다. 그는 후에 "세네갈 축구의 미래에 대한 이야기를 쓰고 싶고 그럴 수 있기를 바라기 때문에 후회는 없다"라고 말하며 자신의 결정을 설명했다. 쿨리발리는 2015년 9월 5일, 2-0으로 이긴 나미비아와의 아프리카 네이션스컵 전에서 데뷔 전을 치렀다. 그는 2017년 아프리카 네이션스컵에 참가했던 세네갈 국가대표팀의 일원이었다.
2018년 5월, 그는 러시아에서 열리는 2018년 FIFA 월드컵을 위한 세네갈의 23인 명단에 이름을 올렸다. 쿨리발리는 세네갈이 FIFA 월드컵 역사상 최초로 페어플레이 타이브레이크 규정으로 탈락한 후 토너먼트의 조별 리그에서 탈락했기 때문에 세 경기 모두 출전했다.
2021년 12월, 그는 카메룬에서 열리는 2021년 아프리카 네이션스컵의 세네갈의 23인 명단에 이름을 올렸다. 주장으로서, 그는 이집트와의 결승전에서 무득점 무승부 후, 4-2 승리에서 첫 번째 승부차기 득점을 한 승리에 이어, 트로피를 들어올린 첫 번째 세네갈인이 되었다.
쿨리발리는 카타르에서 열리는 2022년 FIFA 월드컵을 위한 세네갈의 23인 명단에 이름을 올렸다. 그는 11월 29일에 열린 에콰도르와의 조별 리그 최종전에서 2-1로 이긴 세네갈의 70분에 첫 국제 골을 넣었다. 이 골은 팀이 16강에 진출하도록 보장한 세네갈의 승리를 확보하는데 결정적인 것으로 증명되었다.
2023년 12월, 그는 코트디부아르에서 개최되는 연기된 2023년 아프리카 네이션스컵에 세네갈 국가대표팀에 이름을 올렸다.

## 플레이 스타일
크고, 공격적이고, 빠르고, 신체적으로 강하지만 우아한 선수인 쿨리발리는 그의 공중 기술, 기대, 위치, 태클, 성격, 기술 그리고 수비수로서의 패스 능력으로 인정받고 있다. 그는 또한 선수로서의 전반적인 견고함과 가로채기 능력으로 전문가들로부터 찬사를 받고 있지만, 그는 또한 너무 많은 파울을 내주는 것으로 비난을 받고 있다. 그의 다재다능함 때문에, 그는 중앙 수비수로서의 평소 역할 혹은 3인 혹은 4인 수비 모두에서 오른쪽 혹은 왼쪽 측면의 풀백으로서 활약할 수 있고, 그는 심지어 수비형 미드필더로 배치되기도 했다. 나폴리에서 그가 뛰었을 때, 후방에서 공을 아웃시키는 능력은 마우리치오 사리 감독의 공격, 점유 기반 시스템에서 공을 치는 센터백으로서 기능했다.

## 사생활
쿨리발리는 세네갈과 프랑스의 시민이다. 2019년 5월, 쿨리발리가 나폴리의 명예 시민으로 명명되었다고 발표되었다. 2015년 4월, 그는 이전에 생디에데보주의 명예 시민으로 명명되었다. 그는 나폴리에서 매우 인기가 많아서 한 기업가가 그의 이름을 따서 피자를 만들었고 쿨리발리 자신은 그 도시에 대한 그의 애정에 대해 말했다.
그는 이슬람교도이고 그의 이름이 쿠란에서 유래되었다고 말했다. 프랑스어 외에도 쿨리발리는 영어와 이탈리아어도 구사한다.
나폴리에서 그의 시간 동안 쿨리발리는 이탈리아 축구의 인종 차별에 대해 공개적으로 말했다. 2019년 10월, 쿨리발리는 위반자들에게 경기장 출입을 평생 금지함으로써 인종차별에 대처할 것을 이탈리아 축구 당국에 요구했다. 그는 그 해 1월에 인종차별에 대처하려는 이탈리아 축구 당국의 노력 부족을 비난했다.
그는 2021년 6월, 세네갈에서 휴가를 보내는 동안 나폴리와 모국의 가난한 사람들을 돕기 위한 여러 활동에 참여했다. 쿨리발리는 지역 단체와 협력하여 소외된 어린이들을 돕고 나폴리 항에서 위생 도구와 필수 필요품을 실은 배가 도착하는 것을 조정했다.
쿨리발리는 2021년 아프리카 네이션스컵 우승에 이어 마키 살 세네갈 대통령에 의해 국가 사자 훈장을 받았다.

## 수상

### 클럽

#### KRC 헹크
- 벨기에 컵 : 2012-13[17]

#### SSC 나폴리
- 코파 이탈리아 : 2019-20[58]
- 수페르코파 이탈리아나 : 2014[17]

#### 알 힐랄 SFC
- 사우디 프로페셔널 리그 : 2023–24
- 사우디아라비아 국왕컵 : 2023–24[99]
- 사우디 슈퍼컵 : 2023[100], 2024[101]

### 국가대표

#### 세네갈
- 아프리카 컵 오브 네이션스 : 2021[102]

### 개인
- 세리에 A 최우수 수비수 : 2018-19[103]
- 세리에 A 올해의 팀 : 2015–16[104], 2016–17[105], 2017–18[106], 2018–19[107]
- 세리에 A 이 달의 선수 : 2021년 9월[108]
- CAF 올해의 팀 : 2018[109], 2019[110], 2023[111], 2024
- 아프리카 네이션스컵 대회 베스트 : 2019[112]
- IFFHS 2010년대 아프리카 베스트 : 2021
- 세네갈 올해의 선수 : 2017, 2018
- 세네갈 공화국 국가훈장 (Grand Officer) : 2022[98]